# Elecciones al Parlamento Europeo de 1999 (Austria)
En las elecciones al Parlamento Europeo de 1999 en Austria, celebradas en junio, se escogió a los 21 representantes de dicho país para la quinta legislatura del Parlamento Europeo.

## Resultados
| Datos de participación | Datos de participación | Datos de participación |
| ---------------------- | ---------------------- | ---------------------- |
| Censo electoral        | 5.847.660              | 100%                   |
| Votantes               | 2.888.733              | 49,4                   |
| Abstención             | 2.958.927              | 50,6                   |
| A candidatura          | 2.801.353              |                        |

| ← Elecciones al Parlamento Europeo de 1999 → |         |       |         |
| Partido                                      | Votos   | %     | Escaños |
| Partido Socialdemócrata (SPÖ)                | 888.338 | 31,71 | 7       |
| Partido Popular de Austria (ÖVP)             | 859.175 | 30,67 | 7       |
| Partido de la Libertad de Austria (FPÖ)      | 655.519 | 23,40 | 5       |
| Los Verdes-La Alternativa Verde (GRÜNE)      | 260.273 | 9,29  | 2       |
| Liberales Forum (LIF)                        | 74.467  | 2,66  | 0       |
| Alianza Social Cristiana (CSA)               | 43.084  | 1,54  | 0       |
| Partido Comunista de Austria (KPÖ)           | 20.497  | 0,73  | 0       |